# شركة مرافئ أبو ظبي
شركة مرافئ أبو ظبي أنشأت في مايو 2006 وتقوم بتشغيل جميع الموانئ التجارية في أبو ظبي. تشكلت الشركة كجزء من إعادة هيكلة قطاع الموانئ التجارية في الإمارة حيث تدير أهم ثلاث موانيء أبو ظبي وهي محطة ميناء خليفة للحاويات وهي أول محطة شبه آلية والأكثر تقدما من الناحية التكنولوجية في المنطقة والتي افتتحت رسميا في 12 ديسمبر 2012. المرافق الأخرى التي تديرها كان حتى عام 2014 ميناء زايد وهو الميناء التاريخي الذي خدم العاصمة لأكثر من 40 عاما وميناء مصفح الذي يقع في قلب المنطقة الصناعية.
كما تضم  موانئ تجارية أهمها:
- الميناء الحرّ
- ميناء مغرق
- ميناء السلع

موانئ مجتمعية أبرزها:
- ميناء دلما
- ميناء المرفأ
- ميناء الشهامة
- ميناء السلع

محطات أهمها:
- مرافئ الفجيرة
- مرافئ أبوظبي
- محطة كوسكو أبوظبي للحاويات

## ميناء خليفة
مرافئ أبوظبي حصلت على الحق الحصري لإدارة وتشغيل محطة حاويات ميناء خليفة لمدة 30 عاما وميناء خليفة لديه القدرة في المرحلة الأولى تبلغ 2.5 مليون حاوية و12 مليون طن من البضائع العامة سنويا والقدرة المتوقعة ستبلغ 15 مليون حاوية و35 مليون طن من الشحنات العامة بحلول عام 2030. تضم محطة الحاويات شبه الآلية الوحيدة في المنطقة بعض من أكبر الرافعات وغيرها من معدات مناولة الحاويات لتحميل الحاويات وتفريغها في السفن.